# Доменико Квальо
Йохан Доминико Квальо (на немски: Johann Dominicus Quaglio) е един от най-значимите художници от времето на немския романтизъм.

## Произход и семейство
Квальо е едно от единадесет деца, родени в семейството на художника и архитект Джузепе Квальо. Брат му Лоренцо Квальо е пейзажист, познат като пейзажист на горнобаварските селяни. Фамилията идва от Лаино на Луганското езеро в Тичино. На 28 януари 1819 г. Квальо се жени за Йозефа Зедлмайр, с която има четири дъщери и трима сина. Най-възрастната дъщеря Йозефа се жени през 1834 за художника на животни Бено Адам. Втората дъщеря, Агнес, живяла от 1821 до 1854 г. се жени за професор Йозеф Бенедикт Бухнер е обучена за пейзажистка от Квальо в Мюнхен.

## Живот и творби
Доменико Квальо е обучен за гравьор и литограф първоначално от баща си Джузепе и впоследствие в мюнхенската академия на изкуствата от Карл Ернст Кристоф Хес и Йохан Михаел Метенлайтер. От този период остава приятелството му с Петер фон Хес и Лудвиг Емил Грим. От 1803 г. е декоратор в дворцовия театър в Мюнхен, а от 1808 до 1814 г. е художник в дворцовия театър, отговарящ за архитектурните сцени.
Доменико Квальо е основателят на мюнхенската архитектурна школа и най-значимият представител на ведутите от романтичния период. Пътува много из Германия, по Рейн, до Нидерландия, Франция, Италия и Швейцария, където рисува средновековни църкви, дворци, замъци, руини, кметства и др. Квальо е един от пионерите на литографията и използва техниката за предаването на средновековни строежи под формата на отпечатани графики. Неговите литографии са сред най-важните в началния стадий на литографията. След 1819 г. се отдава на живописта с маслени бои.
Предпочитаните му обекти са готически постройки. Рисува най-важните готически катедрали: тези в Регенсбург, Кьолн, Страсбург, Фрайбург, Улм, Реймс, Руан, Орвието и др. Освен това рисува други готически строежи от средновековни градове. Една важна поредица от картини показва сгради, площади и улици на Мюнхен преди промените в градския пейзаж, нанесени по времето на Крал Лудвиг I, който поръчва поредицата картини.
Квальо връща художественото значение на архитектурната живопис. При това той рисува с реализма на ведутите, поради което неговите картини са и документи за историческата архитектура. Понякога Квальо бива наричан „Каналето на севера“. Избран е за баварски дворцови художник. По-късно е член на академиите на Мюнхен и Берлин. Заедно с Петер фон Хес, Фридрих фон Гертнер и Йозеф Карл Щийлер през 1823 г. основава мюнхенският клуб по изкуствата, първият в Германия.
Престолонаследникът Максимилиан поръчва на Квальо през 1832 г. да реставрира замъка Хоеншвангау. По планове на Квальо средновековната руина се превръща в дворец в неоготически стил до 1837 г. Поради неопитността му в ръководенето на такъв голям строителен проект Доменико Квальо се срива на строежа малко преди завършването на двореца и умира малко по-късно на 50-годишна възраст. Довършителните работи са извършени от Мориц фон Швинд.
Гробът му се намира на старото гробище Санкт Себастиан във Фюсен, надгробният камък все още е запазен и на него пише Dieses Denkmal weihte seinem Andenken der Kronprinz von Bayern.

## Галерия
- Катедралата в Реймс
- Замъкът Мариенбург в Източна Прусия, 1834
- Кралската резиденция в Мюнхен, гледана от североизток, 1827
- Мюнхен: Резиденцщрасе срещу площад Макс-Йозеф, 1826
- Брауншвайг, пазарът в стария град, 1834
- Пейзаж от Франкфурт на Майн, 1831

|  | Тази страница частично или изцяло представлява превод на страницата Domenico Quaglio в Уикипедия на немски. Оригиналният текст, както и този превод, са защитени от Лиценза „Криейтив Комънс – Признание – Споделяне на споделеното“, а за съдържание, създадено преди юни 2009 година – от Лиценза за свободна документация на ГНУ. Прегледайте историята на редакциите на оригиналната страница, както и на преводната страница, за да видите списъка на съавторите. ВАЖНО: Този шаблон се отнася единствено до авторските права върху съдържанието на статията. Добавянето му не отменя изискването да се посочват конкретни източници на твърденията, които да бъдат благонадеждни. |